# سيسيل جاي دوتي
سيسيل جاي دوتي (بالإنجليزية: Cecil J. Doty)‏ هو مهندس معماري أمريكي، ولد في 1907، وتوفي في 1990.